# G.H. 's-Gravesande
Goverdus Henricus 's-Gravesande Pannekoek, publicerend onder de naam G.H. 's-Gravesande (Buitenzorg, Nederlands-Indië, 18 januari 1882 — Bilthoven, 2 juli 1965), was journalist, dichter, literair criticus en essayist. Hij was het jongste kind van J.H. Pannekoek, lid van de Raad van Indië, en F.M.L. Storm van 's Gravesande. In 1888 keerde het gezin Pannekoek terug naar Nederland. 

## Biografie
Vanaf 1900 vond G.H. Pannekoek zijn weg in het dagbladwezen: in 1904 werd hij verslaggever van Het Vaderland, een Haags dagblad. Naast zijn werk was hij enthousiast in de ontwakende voetbalsport en keeper van Quick. Ook schreef hij voor sporttijdschriften.
In 1928 liet hij officieel de achternaam van hem en zijn gezinsleden veranderen in 's-Gravesande Pannekoek, om zijn moeder te eren. Voortaan schreef hij onder de naam G.H. 's-Gravesande. Zijn roepnaam was Hein. 
Hij was kunstredacteur voor het dagblad Het Vaderland en schreef tegelijkertijd (onder meer) schrijversportretten voor het maandblad Den Gulden Winckel. Een aantal daarvan werd in 1935 gebundeld in het boek Sprekende schrijvers. Hij schreef poëzie-anthologieën, bio- en bibliografieën en publiceerde na de Tweede Wereldoorlog over de Beweging van Tachtig. 's-Gravesande schreef verschillende artikelen en een boekje over M.C. Escher.
Na zijn overlijden werd zijn omvangrijke en waardevolle bibliotheek geveild bij het veilinghuis J.L. Beijers te Utrecht met een uitsluitend aan 's-Gravesande gewijde catalogus.

## Werk

### Poëzie
- 1923 — Verzen
- 1937 — Nachtelijke vangst
- 1943 — Verzen uit het ziekenhuis
- 1944 — Verzen van een eenzaam man
- 1945 — Heer Pierlala. Een moderne doodendans. Met 7 houtsneden door J.M. Prange. Gedrukt in een oplage van 275 genummerde exemplaren. 'Na den bevrijding geschreven voor M.C. Escher'.
- 1952 — Nachtschade en kinkhorens

### Beschouwend werk
- 1925 — De herleving van de Nederlandsche boekdrukkunst sedert 1910
- 1935 — Sprekende schrijvers
- 1940 — M. C. Escher en zijn experimenten. Een uitzonderlijk graphicus
- 1942 — E. du Perron (herz. 1947)
- 1944 — Journalistieke herinneringen
- 1945 — Onze letterkunde in bezettingstijd (herz. 1946)
- 1947 — Het conflict tussen Willem Kloos en Frederik van Eeden
- 1949 — Arthur van Schendel
- 1955 — De geschiedenis van De Nieuwe Gids (met supplement 1961)
- 1962 — De geschiedenis van het tijdschrift Vlaanderen

### Bloemlezing
- 1937 — Jonge most (werk van dichters uit de jaren dertig).